# Tetraneuris turneri
Tetraneuris turneri là một loài thực vật có hoa trong họ Cúc. Loài này được (K.F.Parker) K.F.Parker miêu tả khoa học đầu tiên năm 1980.